# Sender Hühnerberg (Schwaben)
Der Sender Hühnerberg befindet sich seit 1952 auf dem 570 m hohen Hühnerberg bei Harburg (Schwaben). Er ist ein Grundnetzsender für Hörfunk des Bayerischen Rundfunks. Der analoge TV-Sender für die ARD (Das Erste) auf UHF-Kanal 60 wurde am Morgen des 25. November 2008 im Zuge der Umstellung auf DVB-T abgeschaltet.
Von 1952 bis 1965 wurde als Antennenturm ein 49 m hoher freistehender Stahlfachwerkturm verwendet, der ca. 90 m südwestlicher steht. Von 1965 bis 2014 diente ein 212 m hoher abgespannter Stahlrohrmast als Antennenträger. Dieser wurde am 1. April 2014 gesprengt und durch einen neuen Gittermast mit einer Höhe von 174 m ersetzt. Im Zuge des Neubaus wurde auch der freistehende Stahlfachwerkturm abgebaut. Der neue Mast wurde am 3. November 2014 in Betrieb genommen.

## Frequenzen und Programme

### Analoger Hörfunk (UKW)
Folgende Hörfunkprogramme werden vom Sender Hühnerberg (Schwaben) auf UKW abgestrahlt:
| Frequenz (MHz) | Programm                  | RDS PS            | RDS PI                | Regionalisierung | ERP (kW) |  | Antennendiagramm rund (ND)/gerichtet (D) | Polarisation horizontal (H)/vertikal (V) |
| -------------- | ------------------------- | ----------------- | --------------------- | ---------------- | -------- |  | ---------------------------------------- | ---------------------------------------- |
| 91,9           | Bayern 1                  | B1_Schw_ BAYERN_1 | D911 (regional), D311 | Schwaben         | 25       |  | ND                                       | H                                        |
| 93,1           | BR-Klassik                | BR-KLASS          | D314                  | –                | 10       |  | ND                                       | H                                        |
| 95,6           | Hitradio RT1 Nordschwaben | RT1_NORD          | D51A                  | –                | 1        |  | D (10–210°)                              | H                                        |
| 96,1           | Bayern 2                  | Bayern_2          | D312                  | -                | 25       |  | ND                                       | H                                        |
| 99,5           | Bayern 3                  | BAYERN_3          | D313                  | –                | 25       |  | ND                                       | H                                        |
| 107,6          | BR24                      | BR24____          | D315                  | –                | 11       |  | ND                                       | H                                        |

### Digitales Radio (DAB)
DAB des Bayerischen Rundfunks wird seit April 2014 in vertikaler Polarisation und im Gleichwellenbetrieb mit anderen Sendern ausgestrahlt. Seit August 2017 wird zudem der Regionalmultiplex „Oberbayern/Schwaben“ sowie seit Juni 2018 der Lokalmultiplex „Augsburg“ gesendet.
| Block                    | Programme (Datendienste) | ERP (kW) | Antennen- diagramm rund (ND), gerichtet (D) | Polarisation horizontal (H)/ vertikal (V) | Gleichwellennetz (SFN) |
| ------------------------ | --- | -------- | ------------------------------------------- | ----------------------------------------- | --- |
| 9C Augsburg (D__00172)   | DAB-Block der Bayern Digital Radio: - Hitradio RT1 Nordschwaben (88 kbps) - Hitradio RT1 Augsburg (88 kbps) - Radio Augsburg (88 kbps) - Radio Fantasy (88 kbps) - Fantasy Classix (80 kbps) - Fantasy Lounge (80 kbps) - Smart Radio (88 kbps) - Mega Radio Mix (80 kbps) - Mega 80s (80 kbps) - RT1 Relax (72 kbps) - RT1 in the mix (80 kbps) - Radio Galaxy (80 kbps) - Radio Schwaben (80 kbps)             | 10       | ND                                          | V                                         | Augsburg (Hotelturm), Augsburg (Welden), Hühnerberg |
| 10A Obb/Schw (D__00354)  | DAB-Block der Bayern Digital Radio: - Bayern 1 (Schwaben) (96 kbps) - Bayern 1 (Mainfranken) (96 kbps) - BR24live (64 kbps, Mono) - Radio Teddy (72 kbps) - egoFM (72 kbps) - Arabella Bayern (96 kbps) - Rock Antenne Bayern (72 kbps) - BR EPG (8 kbps Daten) - BR News (8 kbps Daten) | 10       | ND                                          | V                                         | - Oberbayern: Bad Tölz (Gaißach), Berchtesgaden (Jenner), Eichstätt, Fürstenfeldbruck (Schöngeising), Gelbelsee (Ingolstadt), Herzogstand (Fahrenbergkopf), Hochberg (Traunstein), Hohenpeißenberg, Inntal (Ebbs), Isen, München-Freimann, München-Ismaning, München (Olympiaturm), Neuötting, Oberammergau, Pfaffenhofen (Wolfsberg), Reit im Winkl, Untersberg, Tegernseer Tal (Wallberg), Wasserburg am Inn (Koblberg), Wendelstein (Bayrischzell) - Schwaben: Augsburg (Hotelturm), Augsburg (Welden), Balderschwang (Oberberg), Grünten, Hühnerberg, Markt Wald, Memmingen, Pfänder (Vorarlberg), Pfronten (Breitenberg), Ulm (Kuhberg) |
| 11D BR Bayern (D__00165) | DAB-Block des Bayerischen Rundfunks - Bayern 1 (Oberbayern) (96 kbps) - Bayern 1 (Niederbayern/Oberpfalz) (96 kbps) - Bayern 1 (Franken) (96 kbps) - Bayern 2 (96 kbps) - Bayern 3 (96 kbps) - BR-Klassik (144 kbps) - BR24 (72 kbps, Mono) - BR Schlager (96 kbps) - Puls (96 kbps) - BR Heimat (128 kbps) - BR Verkehr (16 kbps, Mono) - Antenne Bayern (80 kbps) - BR EPG (8 kbps Daten) - ARD TPEG (24 kbps) | 10       | ND                                          | V                                         | - Unterfranken: Alzenau (Hahnenkamm), Burgsinn (Main-Spessart), Dettelbach, Ebern, Gemünden, Hammelburg, Kreuzberg (Rhön), Miltenberg-Wenschdorf, Neustadt am Main, Obernburg am Main, Ostheim/Heidelberg, Pfaffenberg (Aschaffenburg), Schweinfurt (Schonungen), Volkach, Wertheim, Würzburg (Frankenwarte), Zeil am Main - Oberfranken: Bad Steben, Bamberg (Geisberg), Burgwindheim (geplant), Coburg (Eckardtsberg), Hof (Labyrinthberg), Kronach, Kulmbach, Ludwigsstadt (Ebersdorf), Ochsenkopf (Fichtelgebirge), Pegnitz - Mittelfranken: Büttelberg, Hesselberg, Hersbruck, Nürnberg (Fernmeldeturm), Rothenburg ob der Tauber, Treuchtlingen, Weißenburg - Oberpfalz: Altenstadt, Amberg (Hirschau), Amberg-Süd, Dillberg (Neumarkt), Fuchsmühl, Geigant, Hoher Bogen (Furth im Wald), Hohe Linie (Regensburg), Kallmünz (geplant), Pfreimd, Schönsee (Drechselberg), Weigendorf - Niederbayern: Brotjacklriegel, Deggendorf (Aletsberg), Dingolfing, Einödriegel, Kelheim, Landshut (Altdorf), Mainburg, Mallersdorf-Pfaffenberg, Oberfrauenwald, Passau (Kühberg), Pfarrkirchen, Rattenberg, Rotthalmünster, Viechtach (Weigelsberg) (geplant), Vilsbiburg - Schwaben: Augsburg (Hotelturm), Augsburg (Welden), Balderschwang (Oberberg), Grünten, Hühnerberg (Harburg), Markt Wald, Memmingen, Pfänder (Vorarlberg), Pfronten (Breitenberg), Ulm (Kuhberg) - Oberbayern: Bad Tölz (Gaißach), Berchtesgaden (Jenner), Eichstätt, Fürstenfeldbruck (Schöngeising), Gelbelsee, Herzogstand (Fahrenbergkopf), Hochberg (Traunstein), Hohenpeißenberg, Inntal (Ebbs), Isen, München-Freimann, München-Ismaning, München (Olympiaturm), Neuötting, Oberammergau (Laber), Pfaffenhofen (Wolfsberg), Pfaffenhofen (BR), Reit im Winkl, Untersberg (Salzburg), Tegernseer Tal (Wallberg), Wasserburg am Inn (Koblberg), Wendelstein (Bayrischzell) |

Zudem wurde bis zum 16. Dezember 2013 noch folgendes DAB-Paket in vertikaler Polarisation und im Gleichwellenbetrieb mit anderen Sendern ausgestrahlt.
Als Gründe für die Abschaltung wurde durch den Netzbetreiber Bayern Digital Radio GmbH, Netzoptimierung und Kostenstabilität bei den Verbreitungskosten genannt.
| \| Block \| Programme (Datendienste) \| ERP (kW) \| Antennen- diagramm rund (ND), gerichtet (D) \| Polarisation horizontal (H)/ vertikal (V) \| Gleichwellennetz (SFN) \| \| --------------------- \| ---------------------------------------------------------------------------------------------------------------------------------------------------------------------------------------------------------------------------------------------------------------------------------------------------------------------------------------------------------------------------------- \| -------- \| ------------------------------------------- \| ----------------------------------------- \| -------------------------------------------------------------------------------------------------------------------------------------------------------------------------------------------------------------------------------------------------------------------------------------------------------------------------------------------------------------------------------------------------------------------------------------------------------------------------------------------------------------------------------------------------------------------------------------------------------------------------------------------------------------------------------------------------------------------------------------------------------------------------------------------------------------------------------------------------------------------------------------------------------------------------------------------------------------------------------------------------------------------------------------------------------------------------- \| \| 12D Bayern (D__00008) \| DAB-Block der Bayern Digital Radio : - BR-Klassik (192 kbit/s) - Bayern plus (128 kbit/s) - PULS (BR) (128 kbit/s) - Antenne Bayern (80 kbit/s DAB+) - Rock Antenne (80 kbit/s DAB+) - Antenne Top40 (72 kbit/s DAB+) - Antenne Bayern Info digital (40 kbit/s DAB+ Mono) - Radio Galaxy (80 kbit/s DAB+) - Absolut HOT (72 kbit/s DAB+) - Radio Schlagerparadies (72 kbit/s DAB+) \| 1 \| D \| V \| * Unterfranken: Alzenau (Hörstein-Hahnenkamm), Burgsinn, Kreuzberg (Rhön), Miltenberg (Kohlplatte), Pfaffenberg (Aschaffenburg), Würzburg (Frankenwarte) - Oberfranken: Bamberg (Geisberg), Coburg, Hof (Labyrinthberg), Ochsenkopf (Fichtelgebirge) - Mittelfranken: Büttelberg (Burgbernheim/Frankenhöhe), Nürnberg (Fernmeldeturm) - Oberpfalz: Amberg, Dillberg (Neumarkt), Hohe Linie (Regensburg), Hoher Bogen (Furth im Wald) - Niederbayern: Brotjacklriegel (Deggendorf), Deggendorf (Aletsberg), Dingolfing (BMW), Landshut (Altdorf-Gstaudacher Str.), Passau (Dommelstadl-Hainberg), Pfarrkirchen (Postmünster-Hieb) - Schwaben: Augsburg (Haberskirch), Augsburg (Hotelturm), Grünten (Sonthofen), Hühnerberg (Harburg), Mindelheim (Mittelneufnach), Ulm (Kuhberg) [Baden-Württemberg], Pfänder (Vorarlberg) - Oberbayern: Gelbelsee (Ingolstadt), Herzogstand (Fahrenbergkopf), Hochberg (Traunstein), Hohenpeißenberg (Weilheim), Ingolstadt (Audi), Ismaning, München (Olympiaturm), Oberammergau (Laber), Pfaffenhofen (Ilm), Wendelstein (Bayrischzell) \| | |          |                                             |                                           | |
| Block | Programme (Datendienste) | ERP (kW) | Antennen- diagramm rund (ND), gerichtet (D) | Polarisation horizontal (H)/ vertikal (V) | Gleichwellennetz (SFN) |
| 12D Bayern (D__00008) | DAB-Block der Bayern Digital Radio : - BR-Klassik (192 kbit/s) - Bayern plus (128 kbit/s) - PULS (BR) (128 kbit/s) - Antenne Bayern (80 kbit/s DAB+) - Rock Antenne (80 kbit/s DAB+) - Antenne Top40 (72 kbit/s DAB+) - Antenne Bayern Info digital (40 kbit/s DAB+ Mono) - Radio Galaxy (80 kbit/s DAB+) - Absolut HOT (72 kbit/s DAB+) - Radio Schlagerparadies (72 kbit/s DAB+) | 1        | D                                           | V                                         | * Unterfranken: Alzenau (Hörstein-Hahnenkamm), Burgsinn, Kreuzberg (Rhön), Miltenberg (Kohlplatte), Pfaffenberg (Aschaffenburg), Würzburg (Frankenwarte) - Oberfranken: Bamberg (Geisberg), Coburg, Hof (Labyrinthberg), Ochsenkopf (Fichtelgebirge) - Mittelfranken: Büttelberg (Burgbernheim/Frankenhöhe), Nürnberg (Fernmeldeturm) - Oberpfalz: Amberg, Dillberg (Neumarkt), Hohe Linie (Regensburg), Hoher Bogen (Furth im Wald) - Niederbayern: Brotjacklriegel (Deggendorf), Deggendorf (Aletsberg), Dingolfing (BMW), Landshut (Altdorf-Gstaudacher Str.), Passau (Dommelstadl-Hainberg), Pfarrkirchen (Postmünster-Hieb) - Schwaben: Augsburg (Haberskirch), Augsburg (Hotelturm), Grünten (Sonthofen), Hühnerberg (Harburg), Mindelheim (Mittelneufnach), Ulm (Kuhberg) [Baden-Württemberg], Pfänder (Vorarlberg) - Oberbayern: Gelbelsee (Ingolstadt), Herzogstand (Fahrenbergkopf), Hochberg (Traunstein), Hohenpeißenberg (Weilheim), Ingolstadt (Audi), Ismaning, München (Olympiaturm), Oberammergau (Laber), Pfaffenhofen (Ilm), Wendelstein (Bayrischzell) |

### Analoges Fernsehen
Bis zur Umstellung auf DVB-T wurden folgende Programme in analogem PAL gesendet:
| Kanal | Frequenz (MHz) | Programm       | ERP (kW) | Sendediagramm rund (ND)/ gerichtet (D) | Polarisation horizontal (H)/ vertikal (V) |
| ----- | -------------- | -------------- | -------- | -------------------------------------- | ----------------------------------------- |
| 60    | 783,25         | Das Erste (BR) | 400      | ND                                     | H                                         |